# قطعنامه ۱۱۹۶ شورای امنیت
قطعنامه ۱۱۹۶ شورای امنیت سازمان ملل متحد که در تاریخ ۱۶ سپتامبر ۱۹۹۸ تصویب شد، سندی بین‌المللی دربارهٔ بررسی وضعیت در آفریقا است. این قطعنامه طی نشست ۳۹۲۷ام با ۱۵ رای موافق، ۰ مخالف و ۰ ممتنع تصویب شد.